# 小斑駝背脂鯉
小斑駝背脂鯉（学名：Cyphocharax voga），為輻鰭魚綱脂鯉目脂鯉亞目無齒脂鯉科的其中一個種，分布於南美洲巴西南部、烏拉圭的拉普拉他河及阿根廷的巴拉那河流域，體長可達19.6公分，棲息在底中層水域，以生活習性不明。